# (5285) Créthon
(5285) Créthon, désignation internationale (5285) Krethon, est un astéroïde troyen jovien.

## Description
(5285) Créthon est un astéroïde troyen jovien, camp grec, c'est-à-dire situé au point de Lagrange L4 du système Soleil-Jupiter. Il présente une orbite caractérisée par un demi-grand axe de 5,167 UA, une excentricité de 0,049 et une inclinaison de 25,2° par rapport à l'écliptique.
Il est nommé en référence au personnage de la mythologie grecque Créthon, acteur du conflit légendaire de la guerre de Troie.

## Compléments